# 国际极移服务
国际极移服务（International Polar Motion Service，简称IPMS）是一家通过观测纬度变化研究极移现象并提供地极坐标的国际组织。其前身是1899年成立的国际纬度服务（ILS）。1960年和1961年国际天文联合会（IAU）会议决定，将原有的国际纬度服务扩大改组为国际极移服务，中央局设在日本的水泽,与1962年3月正式成立。